# Skolie
En skolie (lat. scholium, gr σχόλιον) är en anteckning i marginalen till en text. De är ofta anonyma; upphovsmannen betecknas som skoliast.
Det var i antiken och medeltiden vanligt att lärda skrev anteckningar i marginalerna till manuskript; allt ifrån enkla glosor till längre resonemang eller utdrag ur andra nu förlorade verk. För Sveriges historia är till exempel skolierna till Adam av Bremen intressanta. 